# Chrysagria alticophaga
Chrysagria alticophaga är en tvåvingeart som beskrevs av Guilherme A.M.Lopes och Achoy 1986. Chrysagria alticophaga ingår i släktet Chrysagria och familjen köttflugor.
Artens utbredningsområde är Costa Rica. Inga underarter finns listade i Catalogue of Life.